# REFIt
rEFIt — кастомная утилита управления загрузкой для основанных на технологии EFI компьютеров, таких как Intel Мас. 
Разработка утилиты была прекращена её автором — Christoph Pfisterer в 2010 году, но в 2012 её форкнули как rEFInd. Дальнейшей работой над утилитой занимается — Roderick W. Smith.